# Bobital (doyenné)
 (avril 2023).
Si vous disposez d'ouvrages ou d'articles de référence ou si vous connaissez des sites web de qualité traitant du thème abordé ici, merci de compléter l'article en donnant les références utiles à sa vérifiabilité et en les liant à la section « Notes et références ».
 (avril 2023).
Le doyenné de Bobital, relevant de l'évêché de Dol, comprenait les paroisses suivantes enclavées dans l'évêché de Saint-Malo :
- Aucaleuc
- Bobital
- Illifaut
- La Landec
- La Nouaye
- Langan
- Languenan
- Le Hinglé
- Le Lou-du-Lac
- Saint-André-des-Eaux
- Saint-Carné
- Saint-Coulomb
- Sainte-Urielle
- Saint-Ideuc
- Saint-Jacut
- Saint-Judoce
- Saint-Launeuc
- Saint-Méloir
- Saint-Méloir-sous-Hédé
- Saint-M'Hervon
- Saint-Samson-jouxte-Livet
- Saint-Thual
- Saint-Uniac
- Trébédan